# 자연신학 (책)

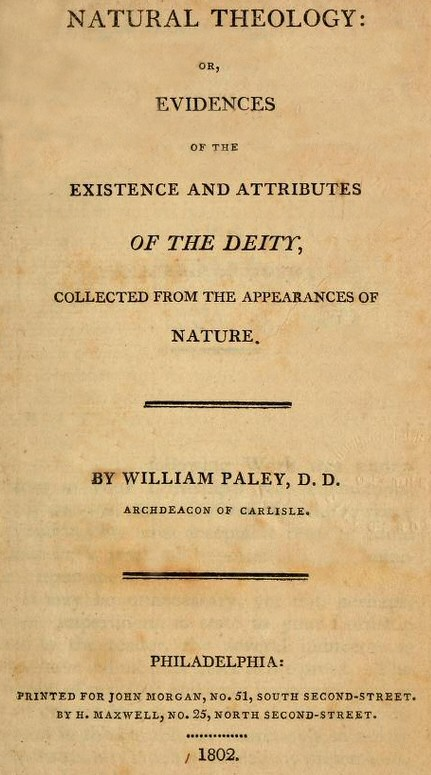

자연 신학(Natural Theology or Evidence of the Existence and Attributes of the Deity)은 1802년에 쓰여진 기독교 변증학, 종교철학 관련 작품으로 영국 성공회 신부인 윌리엄 페일리가 썼다.  이 책에서 페일리는 신의 존재에 대하여 목적론적 논증을 펼치는 데, 시계공 유추를 사용한다.
이 저서는 자연신학의 전통의 문맥안에서 쓰여졌다.  그 전의 작품에는 존 레이와 윌리엄 더램 더 나아가서 키케로의 신의 존재와 선하심을 살아 있는 것과 물리 세계로부터 논증에 관한 것들이 있다.